# أحمد فريد
الشيخ الدكتور أحمد فريد داعية إسلامي مصري، من شيوخ السلفية في مصر، وعضو في مجلس أمناء الدعوة السلفية بالإسكندرية.

## نشأته وحياته
ولد أحمد فريد في يوليو 1952م بمدينة منيا القمح. كان أبوه موظفاً في دائرة الإصلاح الزراعي فنشأ أحمد فريد في أسرة بسيطة، توفيت والدته بالسرطان وهو يافع فعاش مع والده وانتقل إلى السنبلاوين بمحافظة الدقهلية وأتم بها دراسته حتى الثانوية العامة ثم التحق بكلية طب المنصورة وأمضى بها السنة التمهيدية (إعدادي طب) ثم انتقل إلى الإسكندرية وحصل على بكلوريوس طب جامعة الإسكندرية.

### في الجامعة
تعرف أثناء دراسته إلى إبراهيم الزعفراني الذي أصبح في ما بعد أحد قياديي الإخوان المسلمين، وكونا معاً الجماعة الإسلامية التي كانت امتداداً لحزب الإخوان المسلمين داخل جامعة الإسكندرية، ثم التقى الشيخ محمد إسماعيل المقدم وكان مازال طالباً وتعرف عليه من خلال انتخابات اتحاد الطلاب في الجامعة ثم تعرف على الدكتور عبد المنعم أبو الفتوح والدكتور عصام العريان والدكتور محمد عبد اللطيف بمعسكر عقد بكلية الهندسة بشبين الكوم لانتخاب رئيس اتحاد طلاب الجمهورية .

### رأيه من الجماعات الأخرى
في هذه الفترة بدأت جماعة الإخوان المسلمين في العودة لنشاطها وطلبوا منه الانضمام بالجماعة الإسلامية إليها لكنه رفض كما ظهرت جماعة التكفير فتبرأ منها ومن فكرها فوراً.

### دخوله للتجنيد وسجنه
تخرج أحمد فريد وقدم أوراق التجنيد الإجباري لكنه فوجئ بأنه تم ترشيحه كضابط احتياط وتم ترحيله إلى كلية الضباط الاحتياط لكنه رفض حلق لحيته أو تغيير زيه وكان يرتدي القميص والغطرة فحكم عليه بشهر حبس ثم أقنعه طبيب الوحدة بأن يحلق لحيته ويعمل كطبيب في الكلية فحلقها وأخرج من السجن ثم لام نفسه على ذلك ورفض حلقها مرة أخرى فحكم عليه بستة شهور أخرى بالإضافة إلى الشهر الأول وقضى منها أربعة أشهر ونصف وأفرج عنه بمناسبة تسليم طابا في وقتها ثم أعيد لكلية الضباط الاحتياط وأصر على عدم حلق اللحية فحوكم محكمة عسكرية مرة أخرى وحكم عليه بثمانية أشهر حبس في السجن الحربي بمدينة نصر وهناك اعتدى عليه الحراس بالضرب وحلقوا له لحيته بالقوة بأوامر من رئيس السجن ثم قضى ستة أشهر ونصف في السجن وأخرج ليتم رفده من الجيش.

### انقسام الجماعة الإسلامية
بعد خروجه من السجن وجد أن الجماعة الإسلامية قد انقسمت فانضم جزء منها إلى الإخوان المسلمين وبقت المدرسة السلفية فقرر الانضمام للمدرسة السلفية لما رآه من مخالفات في منهج جماعة الإخوان وزاد نشاط المدرسة السلفية وأصدرت مجلة صوت الدعوة رغم تضييق جماعة الإخوان المسلمين عليها في فترة قوتها ثم نظام حسني مبارك من بعدهم حتى تم إيقاف النشاط بأوامر مباشرة عام 1994م. لكن الدعوة استمرت في العمل كدروس ومحاضرات فقط حتى عام 2000 م .

### الاعتقال السياسي
أعتقل الشيخ لأول مرة عام 1987 وكان ذلك في جمع عشوائي بعد محاولة اغتيال وزير الداخلية السابق حسن أبو باشا. وكان معه ياسر برهامي وفاروق الرحماني وأفرج عنه بعد 38 يوم .

المرة الثانية في مايو 2002م ولم تكن أيضاً هناك أسباب ظاهرة للاعتقال وإن كانت هناك قضية حيث اتهم فيها بالتكفير وعدم العذر بالجهل مع أنه صنف كتاباً في إثبات العذر والرد على بدعة التكفير و أفرج عنه بعد ستة أشهر وعدة أيام ولكنه انتقل في سجون مختلفة أولها سجن استقبال طرة ثم سجن الترحيلات بالإسكندرية أمضى في كل منها شهراً كاملاً ثم سجن دمنهور ثم سجن وادي النطرون ويقول الشيخ عن هذه الفترة 
| ” | فأتاحت لي هذه الانتقالات فرصة الدعوة إلى عز وجل من ناحية كما سنة يوسف عليه وعلى نبينا الصلاة والسلام تم التعرف على عدد كبير من إخوة من جماعات مختلفة من الجماعة الإسلامية، والجهاد، والتكفير، وإخوة سلفيين من بلاد يصعب الوصول إليهم، وكذا القطبيين، وحزب الله، والحمد لله كان لنا أثراً كبيراً عليهم | “ |

## بعد ثورة 25 يناير
بعد ثورة 25 يناير عادت المدرسة السلفية إلى كافة نشاطها بقوة وأسس كياناً رسمياً يسمى الدعوة السلفية والشيخ الآن عضو مجلس أمناء الدعوة السلفية بالإسكندرية.

## شيوخه
يقول الشيخ عن نفسه
| ” | أما عن طلبي للعلم وشيوخي فقد شافهت علماء العصر والتقيت بهم وسمعت من أفواههم وعلى رأس هؤلاء مجدد العصر ومحدث الديار الشامية العلامة محمد ناصر الدين الألباني والعلامة ابن باز والعلامة ابن عثيمين وعبد الرزاق عفيفي رحمهم الله وكذا الشيخ أبو بكر الجزائري ومحمد الصباغ ولكن أكثر ما تعلمته كما تعلم الألباني رحمه الله من الكتب بالإضافة إلى ملازمة شيخنا محمد بن إسماعيل حفظه الله الذي أثرنا فينا كما أثر شيخ الإسلام ابن تيمية في معاصريه وصبغنا كما صبغهم بالصبغة السلفية وهذا من فضل الله علينا وعلى الناس ولكن أكثر الناس لا يشكرون. فقد قال ابن أبي شوذب: إن من نعمة الله على الشاب إذا نسك أن يوفقه الله إلى صاحب سنة يحمله عليها. | “ |

## مصنفات الشيخ
1. تذكرة الأبرار بالجنة والنار -رسالة دعوية طبعت مرات عديدة-
2. كتاب تزكية النفوس -وكان مطبوعاً باسم «دقائق الأخبار ورقائق الأسرار»-
3. البحر الرائق في الزهد والرقائق -وهو أشهر كتبه وترجم لأكثر من لغة أجنبية
4. الثمرات الزكية في العقائد السلفية
5. تحفة الواعظ في الخط والمواعظ (جزءان)
6. من أخلاق السلف
7. العذر بالجهل والرد على بدعة التكفير
8. تسلية المصاب بما جاء في البلوى من النفع والثواب
9. الفوائد البديعة في فضل الصحابة وذم الشيعة
10. الحب في الله وحقوق الأخوة
11. تعظيم قدر الصلاة
12. وقفات تربوية مع السيرة النبوية
13. الإمام البخاري وصحيحه الجامع
14. نظم الدرر في مصطلح علم الأثر
15. الزهد والرقائق لابن المبارك -تحقيق وتعليق-
16. من أعلام السلف -60 ترجمة في جزأين
17. الفرج بعد الشدة
18. تقريب الوصول إلى معرفة الرسول ﷺ
19. تيسير المنان في قصص القرآن -ثلاثة أجزاء-
20. التقوى الغاية المنشودة والدرة المفقودة
21. شجرة الإيمان
22. التزكية بين أهل السنة والصوفية
23. تذكير النفوس المؤمنة بأسباب حسن الخاتمة وسوء الخاتمة
24. من أعلام الصحابة -تراجم العشرة المبشرين بالجنة-
25. مواقف إيمانية
26. طريق السعادة
27. الفتوى آداب وأحكام .[2][3]

- كما أن له المئات من المحاضرات والدروس الصوتية والمرئية على معظم المواقع الإسلامية السنية .